# 천둥 (슈퍼컴퓨터)
천둥은 대한민국에서 개발한 TOP500 내의 이중슈퍼컴퓨터이다. 서울대학교 컴퓨터공학부 이재진 교수팀이 개발했다.
1964년 미국의 크레이가 만든 세계 최초의 슈퍼컴퓨터 CDC 6600은 1 메가플롭스 속도였다. 천둥은 1.07억배 빠른 107 테라플롭스, 초당 107조회의 속도를 낸다. 2012년 11월 세계 277위에 올랐다. 1위는 17590 테라플롭스의 크레이 XK7이며, 대한민국의 최고 슈퍼컴퓨터는 316 테라플롭스, 77위 기상청의 해온, 크레이 XE6이다, 이재진 교수는 천둥 3대면 해온과 성능이 같으면서 가격은 절반이라고 말했다. 기상청 슈퍼컴퓨터 3호기는 동일한 성능인 해온과 해담이 한 세트로 550억원이다.